# Astrantia pontica
Astrantia pontica är en växtart i släktet stjärnflockor och familjen flockblommiga växter. Den beskrevs av Nicholas Michailovitj Albov.
Astrantia pontica är en perenn art som förekommer i västra Kaukasus.